# Уалму
Уалму е древен владетел на троадския укрепен град/крепост Уилуса, позната по-късно под името Троя. Името му се споменава в хетска кореспонденция от периода. 